# Beaver Bay (Minnesota)
Pour les articles homonymes, voir Beaver Bay.
Beaver Bay est une ville américaine située dans le Comté de Lake, dans le Minnesota. Selon le recensement de 2010, sa population est de 181 habitants.